# 自由之竿

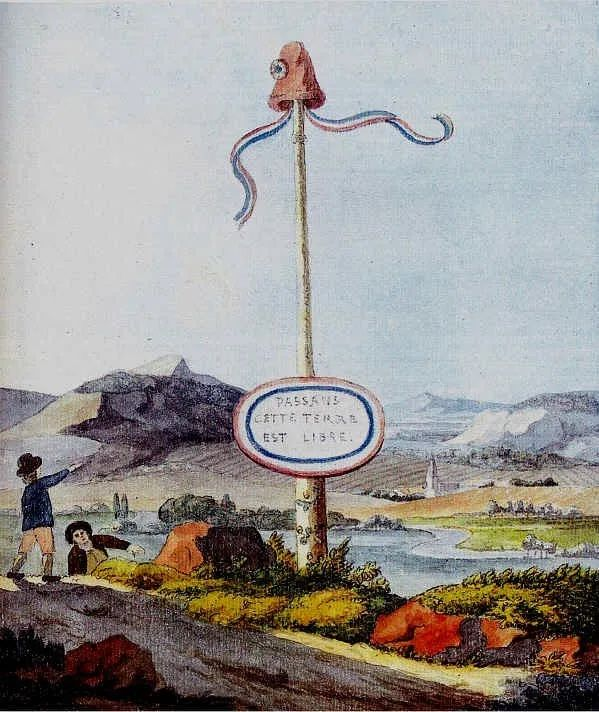
歌德于1793年绘制的一幅水彩画，表现了受到法国大革命的影响，人们在美因茨选侯国边界上竖立了一根自由之竿

自由之竿是在美国革命和法国大革命时期的一种象征自由和解放的标志，其形态是一根直立于地面的很高的木杆，竿的顶端悬挂着旗帜或自由帽。自由之竿常竖立在城镇的广场上。当竿上的旗帜（通常是红色）升起来后，被称为自由之子的公民聚集在自由之竿下，发表政见。自由之竿作为一种符号，象征着自由、解放和独立。